# فهرست استانداران ایران در دولت دوازدهم
این نوشتار، فهرست استانداران ایران در دولت دوازدهم (۱۴۰۰–۱۳۹۶) به ریاست‌جمهوری حسن روحانی است.

## گرایش سیاسی
اگرچه سوابق غیراصلاح‌طلبانهٔ عبدالرضا رحمانی فضلی، موجب نارضایتی گروه‌های اصلاح‌طلب حامی روحانی از معرفی وی به مجلس برای تصدی جایگاه وزیر کشور دولت دوازدهم شد با این حال، بررسی آماری روند انتصابات وزارت کشور دولت دوازدهم نشان می‌دهد که اغلب انتصابات در بدنهٔ وزارت کشور، از میان مدیران اصلاح‌طلب انجام شده‌است به‌طوری که طبق بررسی روزنامهٔ فرهیختگان از مجموع ۳۱ استاندار در شهریور ۱۳۹۸، ۲۷ استاندار اصلاح‌طلب، ۳ استاندار اعتدال‌گرا و ۱ استاندار اصول‌گرا بودند. در سطح معاونان سیاسی-امنیتی استانداری‌ها نیز ۲۵ نفر اصلاح‌طلب، ۳ نفر اعتدال‌گرا و ۲ نفر اصول‌گرا بودند. همچنین ۸۶ درصد فرماندارانی که در دو سال نخست دولت منصوب شدند، گرایش اصلاح‌طلبی داشتند.

## فهرست
| استان               | استاندار      | استاندار                   | آغاز تصدی      | پایان تصدی     | منبع  |
| ------------------- | ------------- | -------------------------- | -------------- | -------------- | ----- |
| آذربایجان شرقی      |               | سعید شبستری خیابانی سرپرست | ۲۰ شهریور ۱۳۹۶ | ۲ مهر ۱۳۹۶     |       |
| آذربایجان شرقی      |               | مجید خدابخش                | ۲ مهر ۱۳۹۶     | ۲۶ آبان ۱۳۹۷   |       |
| آذربایجان شرقی      |               | جواد رحمتی سرپرست          | ۲۶ آبان ۱۳۹۷   | ۷ آذر ۱۳۹۷     | [ ۲ ] |
| آذربایجان شرقی      |               | محمدرضا پورمحمدی           | ۷ آذر ۱۳۹۷     | ۲۵ مهر ۱۴۰۰    |       |
| آذربایجان غربی      |               | محمدمهدی شهریاری           | ۱۹ مهر ۱۳۹۶    | ۲۵ مهر ۱۴۰۰    |       |
| اردبیل              |               | اقبال عباسی سرپرست         | ۳ مهر ۱۳۹۶     | ۷ آبان ۱۳۹۶    |       |
| اردبیل              |               | اکبر بهنام‌جو               | ۷ آبان ۱۳۹۶    | ۴ مهر ۱۴۰۰     |       |
| اصفهان              |               | محسن مهرعلیزاده            | ۷ آبان ۱۳۹۶    | ۲۶ آبان ۱۳۹۷   |       |
| اصفهان              |               | محمدعلی شجاعی سرپرست       | ۲۶ آبان ۱۳۹۷   | ۳۰ آبان ۱۳۹۷   | [ ۲ ] |
| اصفهان              |               | عباس رضایی                 | ۳۰ آبان ۱۳۹۷   | ۱۱ مهر ۱۴۰۰    |       |
| البرز               |               | محمدعلی نجفی               | ۲۲ شهریور ۱۳۹۶ | ۲۶ آبان ۱۳۹۷   |       |
| البرز               |               | عزیزالله شهبازی            | ۲۶ آبان ۱۳۹۷   | ۲۱ آذر ۱۳۹۷    | [ ۲ ] |
| البرز               | ۲۱ آذر ۱۳۹۷   | عزیزالله شهبازی            | ۱۶ آبان ۱۴۰۰   |                |       |
| ایلام               |               | قاسم سلیمانی دشتکی         | ۲ مهر ۱۳۹۶     | ۲۶ بهمن ۱۳۹۹   |       |
| ایلام               |               | محمد نوذری                 | ۲۶ بهمن ۱۳۹۹   | ۲۰ اسفند ۱۳۹۹  |       |
| ایلام               | ۲۰ اسفند ۱۳۹۹ | محمد نوذری                 | ۳۰ آبان ۱۴۰۰   |                |       |
| بوشهر               |               | عبدالکریم گراوند           | ۴ مهر ۱۳۹۶     | ۱۶ مهر ۱۳۹۶    | [ ۳ ] |
| بوشهر               | ۱۶ مهر ۱۳۹۶   | عبدالکریم گراوند           | ۳۱ شهریور ۱۴۰۰ |                |       |
| تهران               |               | محمدحسین مقیمی             | ۲ مهر ۱۳۹۶     | ۲۶ آبان ۱۳۹۷   |       |
| تهران               |               | شکرالله حسن‌بیگی سرپرست     | ۲۶ آبان ۱۳۹۷   | ۲۱ آذر ۱۳۹۷    | [ ۲ ] |
| تهران               |               | انوشیروان محسنی بندپی      | ۲۱ آذر ۱۳۹۷    | ۱۸ مهر ۱۴۰۰    |       |
| چهارمحال و بختیاری  |               | گودرز امیری سرپرست         | ۳ مهر ۱۳۹۶     | ۱۴ آبان ۱۳۹۶   |       |
| چهارمحال و بختیاری  |               | اقبال عباسی                | ۱۴ آبان ۱۳۹۶   | ۳۰ آبان ۱۴۰۰   |       |
| خراسان جنوبی        |               | محمدمهدی مروج‌الشریعه       | ۲۲ شهریور ۱۳۹۶ | ۲۶ آبان ۱۳۹۷   |       |
| خراسان جنوبی        |               | مشیرالحق عابدی سرپرست      | ۲۶ آبان ۱۳۹۷   | ۷ آذر ۱۳۹۷     | [ ۲ ] |
| خراسان جنوبی        |               | محمدصادق معتمدیان          | ۷ آذر ۱۳۹۷     | ۲۷ مهر ۱۳۹۹    |       |
| خراسان جنوبی        |               | ناصر خوش‌خبر سرپرست         | ۲۸ مهر ۱۳۹۹    | ۱۱ آبان ۱۳۹۹   |       |
| خراسان جنوبی        |               | حمید ملانوری شمسی          | ۱۱ آبان ۱۳۹۹   | ۳ آذر ۱۴۰۰     |       |
| خراسان رضوی         |               | علیرضا رشیدیان             | از دولت قبلی   | ۲۶ آبان ۱۳۹۷   |       |
| خراسان رضوی         |               | قربان میرزایی سرپرست       | ۲۶ آبان ۱۳۹۷   | ۱۲ دی ۱۳۹۷     | [ ۲ ] |
| خراسان رضوی         |               | علیرضا رزم‌حسینی            | ۱۲ دی ۱۳۹۷     | ۸ مهر ۱۳۹۹     |       |
| خراسان رضوی         |               | حسن جعفری سرپرست           | ۱۰ مهر ۱۳۹۹    | ۲۷ مهر ۱۳۹۹    |       |
| خراسان رضوی         |               | محمدصادق معتمدیان          | ۲۷ مهر ۱۳۹۹    | ۲۵ مهر ۱۴۰۰    |       |
| خراسان شمالی        |               | محمدرضا صالحی              | از دولت قبلی   | ۳۱ تیر ۱۳۹۷    |       |
| خراسان شمالی        |               | محمدرضا خباز               | ۳۱ تیر ۱۳۹۷    | ۲۶ آبان ۱۳۹۷   |       |
| خراسان شمالی        |               | مجید پورعیسی سرپرست        | ۲۶ آبان ۱۳۹۷   | ۷ آذر ۱۳۹۷     | [ ۲ ] |
| خراسان شمالی        |               | محمدعلی شجاعی              | ۷ آذر ۱۳۹۷     | ۱۰ آذر ۱۴۰۰    |       |
| خوزستان             |               | غلامرضا شریعتی             | از دولت قبلی   | ۲۶ بهمن ۱۳۹۹   |       |
| خوزستان             |               | قاسم سلیمانی دشتکی         | ۲۶ بهمن ۱۳۹۹   | ۱۴ شهریور ۱۴۰۰ |       |
| زنجان               |               | اسدالله درویش امیری        | از دولت قبلی   | ۲۳ آبان ۱۳۹۷   |       |
| زنجان               |               | فتح‌الله حقیقی              | ۲۳ آبان ۱۳۹۷   | ۷ مهر ۱۴۰۰     | [ ۴ ] |
| سمنان               |               | محمدرضا خباز               | از دولت قبلی   | ۶ دی ۱۳۹۶      |       |
| سمنان               |               | سید شهاب‌الدین چاوشی        | ۶ دی ۱۳۹۶      | ۲۶ آبان ۱۳۹۷   |       |
| سمنان               |               | سعید ناجی سرپرست           | ۲۶ آبان ۱۳۹۷   | ۲۱ آذر ۱۳۹۷    | [ ۲ ] |
| سمنان               |               | علیرضا آشناگر              | ۲۱ آذر ۱۳۹۷    | ۴ مهر ۱۴۰۰     |       |
| سیستان و بلوچستان   |               | سید دانیال محبی            | ۱۴ آبان ۱۳۹۶   | ۲۳ آبان ۱۳۹۷   |       |
| سیستان و بلوچستان   |               | احمدعلی موهبتی             | ۲۳ آبان ۱۳۹۷   | ۲۱ شهریور ۱۴۰۰ | [ ۴ ] |
| فارس                |               | اسماعیل تبادار             | ۲۲ شهریور ۱۳۹۶ | ۲۶ آبان ۱۳۹۷   |       |
| فارس                |               | یدالله رحمانی سرپرست       | ۲۶ آبان ۱۳۹۷   | ۱۲ دی ۱۳۹۷     | [ ۲ ] |
| فارس                |               | عنایت‌الله رحیمی            | ۱۲ دی ۱۳۹۷     | ۷ مهر ۱۴۰۰     |       |
| قزوین               |               | عبدالمحمد زاهدی            | ۲۲ شهریور ۱۳۹۶ | ۶ شهریور ۱۳۹۸  |       |
| قزوین               |               | هدایت‌الله جمالی‌پور         | ۶ شهریور ۱۳۹۸  | ۱۶ آبان ۱۴۰۰   |       |
| قم                  |               | سید مهدی صادقی             | از دولت قبلی   | ۲۶ آبان ۱۳۹۷   |       |
| قم                  |               | سید محمدرضا هاشمی سرپرست   | ۲۶ آبان ۱۳۹۷   | ۱۲ دی ۱۳۹۷     | [ ۲ ] |
| قم                  |               | بهرام سرمست                | ۱۲ دی ۱۳۹۷     | ۱۲ آبان ۱۴۰۰   |       |
| کردستان             |               | علیرضا آشناگر سرپرست       | ۲۳ شهریور ۱۳۹۶ | ۱۹ مهر ۱۳۹۶    | [ ۵ ] |
| کردستان             |               | بهمن مرادنیا               | ۱۹ مهر ۱۳۹۶    | ۲۶ آبان ۱۴۰۰   |       |
| کرمان               |               | علیرضا رزم‌حسینی            | از دولت قبلی   | ۱۳۹۷           |       |
| کرمان               |               | محمدجواد فدایی             | ۱۳۹۷           | ۲۳ آبان ۱۳۹۷   | [ ۶ ] |
| کرمان               | ۲۳ آبان ۱۳۹۷  | محمدجواد فدایی             | ۲۱ آبان ۱۳۹۹   | [ ۴ ]          |       |
| کرمان               |               | علی زینی‌وند                | ۲۱ آبان ۱۳۹۹   | در دولت بعدی   |       |
| کرمانشاه            |               | هوشنگ بازوند               | ۲ مهر ۱۳۹۶     | ۱۵ دی ۱۴۰۰     |       |
| کهگیلویه و بویراحمد |               | علی‌محمد احمدی              | ۲۲ شهریور ۱۳۹۶ | ۱۳۹۸           |       |
| کهگیلویه و بویراحمد |               | حسین کلانتری               | ۱۳۹۸           | ۳۱ شهریور ۱۴۰۰ |       |
| گلستان              |               | سید مناف هاشمی             | ۱۹ مهر ۱۳۹۶    | ۳ فروردین ۱۳۹۸ |       |
| گلستان              |               | میرمحمد غراوی سرپرست       | ۳ فروردین ۱۳۹۸ | ۱۳۹۸           |       |
| گلستان              |               | هادی حق‌شناس                | ۱۳۹۸           | ۲۸ مهر ۱۴۰۰    |       |
| گیلان               |               | مصطفی سالاری               | ۲ مهر ۱۳۹۶     | ۴ تیر ۱۳۹۸     |       |
| گیلان               |               | ارسلان زارع                | ۵ تیر ۱۳۹۸     | ۶ شهریور ۱۳۹۸  |       |
| گیلان               | ۶ شهریور ۱۳۹۸ | ارسلان زارع                | ۲۸ مهر ۱۴۰۰    |                |       |
| لرستان              |               | سید موسی خادمی             | ۲۲ شهریور ۱۳۹۶ | ۷ مهر ۱۴۰۰     |       |
| مازندران            |               | محمد اسلامی                | ۷ آبان ۱۳۹۶    | ۲۸ مهر ۱۳۹۷    |       |
| مازندران            |               | احمد حسین‌زادگان            | ۲۹ مهر ۱۳۹۷    | ۷ آذر ۱۳۹۷     |       |
| مازندران            | ۷ آذر ۱۳۹۷    | احمد حسین‌زادگان            | ۱۶ آبان ۱۴۰۰   |                |       |
| مرکزی               |               | سید علی آقازاده            | ۱۹ مهر ۱۳۹۶    | ۱۲ آبان ۱۴۰۰   |       |
| هرمزگان             |               | فریدون همتی                | ۲۲ شهریور ۱۳۹۶ | ۱۱ مهر ۱۴۰۰    |       |
| همدان               |               | محمدناصر نیکبخت            | از دولت قبلی   | ۲۳ آبان ۱۳۹۷   |       |
| همدان               |               | سید سعید شاهرخی            | ۲۳ آبان ۱۳۹۷   | ۲۸ مهر ۱۴۰۰    | [ ۴ ] |
| یزد                 |               | محمود زمانی قمی            | ۷ آبان ۱۳۹۶    | ۲۶ آبان ۱۳۹۷   |       |
| یزد                 |               | محمدعلی طالبی              | ۲۶ آبان ۱۳۹۷   | ۱۲ دی ۱۳۹۷     | [ ۲ ] |
| یزد                 | ۱۲ دی ۱۳۹۷    | محمدعلی طالبی              | ۴ مهر ۱۴۰۰     |                |       |